# Wanju-gun
Wanju-gun (hangul 완주군, hanja 完州郡) är en  landskommun (gun) i den sydkoreanska provinsen Norra Jeolla. Totalt har kommunen ett invånarantal på 94 835 (2020) och en area på 821 km².
Kommunen är indelad i tre köpingar (eup) och tio socknar (myeon): 
Bibong-myeon,
Bongdong-eup,
Dongsang-myeon,
Gosan-myeon,
Gui-myeon,
Gyeongcheon-myeon,
Hwasan-myeon,
Iseo-myeon,
Samnye-eup,
Sanggwan-myeon,
Soyang-myeon,
Unju-myeon och
Yongjin-eup.
Iseo-myeon är en exklav och åtskiljs från resten av kommunen av staden Jeonju.